# Arnoldo Rèche
Julian-Nicolas Rèche, in religione fratel Arnoldo (Landroff, 2 settembre 1838 – Reims, 23 ottobre 1890), è stato un religioso francese della congregazione dei Fratelli delle scuole cristiane; è stato beatificato da papa Giovanni Paolo II nel 1987.
Il suo elogio si legge nel Martirologio romano al 23 ottobre.